# Václav Švorčík
Václav Švorčík (* 5. května 1957 Praha) je profesor chemie na VŠCHT a badatel v oblasti biomateriálů. V roce 1981 absolvoval VŠCHT, obor Technologie výroby a zpracování polymerů,VŠCHT Praha, o čtyři roky později získal doktorát v oblasti technologie makromolekulárních látek, docentem se stal v roce 1992 v oboru materiálové inženýrství a profesorem se stal v roce 2000.. Je původcem 13 patentů. V posledních letech se zabývá výzkumem úprav polymerních povrchů a měřením biokompability a dále přednáškou činností. Udává se, že spolu s prof. Fukalem (biochemie) drží rekord v počtu zobrazených obrazovek powerpointových prezentací za 50 minut výuky.